# Pessac

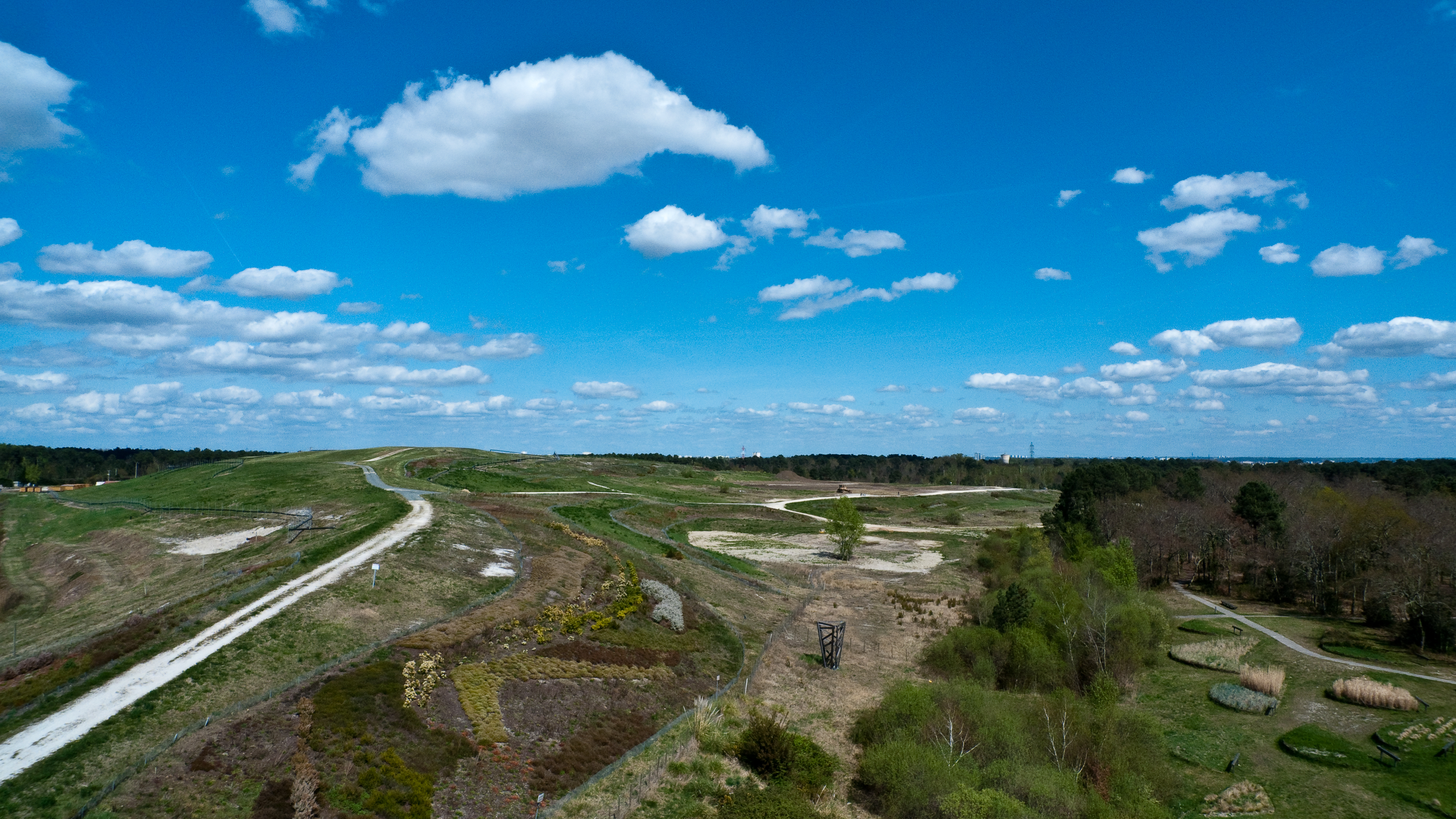

Pessac är en kommun i departementet Gironde i regionen Nouvelle-Aquitaine i sydvästra Frankrike. Kommunen ligger i kantonen chef-lieu för 2 kantoner som tillhör arrondissementet Bordeaux. År 2022 hade Pessac 66 874 invånare.

## Befolkningsutveckling
Antalet invånare i kommunen Pessac
Referens:INSEE